# Christopher Juul Jensen
Christopher Juul Jensen (Waldstein, 6 luglio 1989) è un ciclista su strada danese che corre per il Team Jayco AlUla. Corridore completo, professionista dal 2012, ha vinto il Giro di Danimarca 2015 e una tappa al Tour de Suisse 2018.

## Palmarès
- 2007 (Juniores)

3ª tappa, 2ª semitappa Tour du Pays de Vaud (Savigny, cronometro)
Classifica generale Tour du Pays de Vaud
- 2011 (Glud & Marstrand-LRØ Rådgivning, una vittoria)

Classifica generale Coupe des Nations Ville de Saguenay
- 2015 (Tinkoff-Saxo, due vittorie)

Campionati danesi, Prova a cronometro
Classifica generale Post Danmark Rundt
- 2018 (Michelton-Scott, una vittoria)

4ª tappa Tour de Suisse (Gansingen > Gstaad)

### Altri successi
- 2007 (Juniores)

Classifica a punti Tour du Pays de Vaud
Campionati danesi, Cronosquadre (con Rasmus Guldhammer e Ricky Enø Jørgensen)
- 2008 (Glud & Marstrand-Horsens)

Criterium di Odder
- 2010 (Glud & Marstrand-LRØ Rådgivning)

Criterium di Hammel
- 2011 (Glud & Marstrand-LRØ Rådgivning)

Campionati danesi, Cronosquadre
- 2012 (Team Saxo Bank-Tinkoff Bank)

Classifica giovani Paris-Corrèze
- 2019 (Mitchelton-Scott)

1ª tappa Tirreno-Adriatico (Lido di Camaiore, cronosquadre)
1ª tappa Czech Cycling Tour (Ostrava, cronosquadre)

## Piazzamenti

### Grandi Giri
- Giro d'Italia

2014: 100º
2015: 135º
2017: 109º
2018: 74º
2019: 70º
2021: 97º
2022: 93º
- Tour de France

2016: 119º
2019: 112º
2020: 99º
2021: 114º
2022: 127º
2023: 117º
2024: 97º
- Vuelta a España

2017: 107º

### Classiche monumento
- Milano-Sanremo

2014: 107º
2015: ritirato
2016: 171º
2018: 30º
2019: 113º
2021: 129º
- Giro delle Fiandre

2013: ritirato
2014: 84º
2015: 96º
2019: 96º
2020: ritirato
- Parigi-Roubaix

2013: 118º
2014: 73º
2015: 114º
2021: 79º
- Liegi-Bastogne-Liegi

2016: 67º
2017: ritirato
2018: 100º
2020: 78º
2021: 73º
2022: ritirato
- Giro di Lombardia

2017: 82º
2021: 104º
2024: 116º

### Competizioni mondiali
Campionati del mondo
Aguascalientes 2007 - In linea Juniors: 78º
Mendrisio 2009 - In linea Under-23: ritirato
Geelong 2010 - In linea Under-23: 62º
Copenaghen 2011 - In linea Under-23: 109º
Ponferrada 2014 - In linea Elite: 71º
Ponferrada 2014 - Cronosquadre: 5º
Richmond 2015 - Cronosquadre: 27º
Richmond 2015 - Cronometro Elite: 45º
Richmond 2015 - In linea Elite: ritirato
Doha 2016 - In linea Elite: ritirato
Bergen 2017 - In linea Elite: 76º
Yorkshire 2019 - In linea Elite: ritirato
Imola 2020 - In linea Elite: 77º
- Giochi olimpici

Rio de Janeiro 2016 - In linea: 32º
Rio de Janeiro 2016 - Cronometro: 19º
Tokyo 2020 - In linea: ritirato

### Competizioni europee
- Campionati europei

Herning 2017 - In linea Elite: 111°
Drenthe 2023 - In linea Elite: 68°